# Saint-Rémy (Corrèze)
Saint-Rémy é uma comuna francesa na região administrativa da Nova Aquitânia, no departamento de Corrèze. Estende-se por uma área de 30,96 km². Em 2010 a comuna tinha 233 habitantes (densidade: 7,5 hab./km²).